# Beaman (Iowa)
Beaman é uma cidade localizada no estado americano de Iowa, no Condado de Grundy.

## Demografia
Segundo o censo americano de 2000, a sua população era de 210 habitantes. 
Em 2006, foi estimada uma população de 190, um decréscimo de 20 (-9.5%).

## Geografia
De acordo com o United States Census Bureau tem uma área de 
0,5 km², dos quais 0,5 km² cobertos por terra e 0,0 km² cobertos por água.

## Localidades na vizinhança
O diagrama seguinte representa as localidades num raio de 16 km ao redor de Beaman. 